# Аннолово
Анно́лово (фин. Anola) — деревня в Фёдоровском городском поселении Тосненского района Ленинградской области.

## История
На карте Санкт-Петербургской губернии Я. Ф. Шмидта 1770 года обозначена деревня Анола.
Затем деревня появляется на картах Санкт-Петербургской губернии 1792 года А. М. Вильбрехта как Анолова.
На карте Санкт-Петербургской губернии Ф. Ф. Шуберта 1834 года она обозначена как деревня Аналона, состоящая из 27 крестьянских дворов.

АННОЛОВО — деревня принадлежит ведомству Царскосельского дворцового правления, число жителей по ревизии: 77 м. п., 88 ж. п. (1838 год)

В пояснительном тексте к этнографической карте Санкт-Петербургской губернии П. И. Кёппена 1849 года она записана как деревня Anola (Аннолово) и указано количество её жителей на 1848 год: савакотов — 31 м. п., 36 ж. п., всего 67 человек, эвремейсов — 62 м. п., 64 ж. п., всего 126 человек. Ингерманландцы относились к лютеранскому приходу Инкере.
На карте профессора С. С. Куторги 1852 года она обозначена как деревня Аналова из 27 дворов.

АНКОЛОВО — деревня Царскосельского дворцового правления, по просёлочной дороге, число дворов — 26, число душ — 65 м. п. (1856 год)

Согласно «Топографической карте частей Санкт-Петербургской и Выборгской губерний» 1860 года деревня называлась Аннолова (Аннола)  и насчитывала 26 дворов.

АННОЛОВО — деревня удельная при реке Ижоре, число дворов — 29, число жителей: 97 м. п., 110 ж. п. (1862 год)

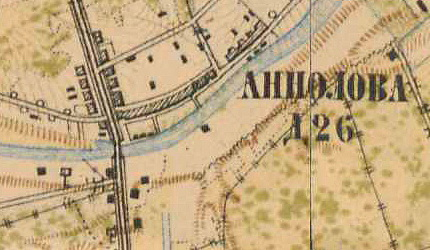
План деревни Аннолово. 1885 год

В 1885 году деревня называлась Аннолова и насчитывала 26 дворов.
В конце XIX — начале XX века деревня административно относилась к Кошелевской волости 1-го стана Царскосельского уезда Санкт-Петербургской губернии. По приходским данным население деревни было исключительно финским.
К 1913 году количество дворов в деревне Аннолова увеличилось до 36.
С 1917 по 1920 год деревня Аннолово входила в состав Анноловского сельсовета Кошелевской волости Детскосельского уезда.
С 1920 года в составе Слуцкой волости.
С 1923 года в составе Троцкого уезда.
С 1924 года в составе Фёдоровского сельсовета.
С 1926 года в составе Анноловского сельсовета. Согласно данным переписи населения СССР 1926 года в деревне Аннолово проживали 287 человек — большинство финны, а также русские, карелы, немцы и евреи.
С февраля 1927 года в составе Детскосельской волости. С августа 1927 года, в составе Детскосельского района.
С 1928 года в составе Фёдоровского сельсовета.
С 1930 года, в составе Тосненского района.

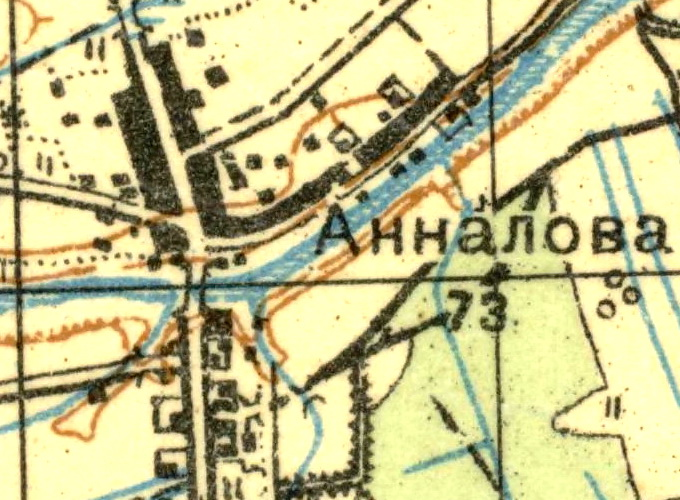
План деревни Аннолово. 1931 год

Согласно топографической карте 1931 года деревня называлась Анналова и насчитывала 73 двора.
По данным 1933 года деревня Аннолово входила в состав Фёдоровского сельсовета Тосненского района.
С 1936 года в составе Слуцкого района.
С 1 сентября 1941 года по 31 декабря 1943 года деревня находилась в оккупации.
С 1953 года вновь в составе Тосненского района.
По данным 1966, 1973 и 1990 годов деревня Аннолово также входила в состав Фёдоровского сельсовета.
В 1997 году в деревне Аннолово Фёдоровской волости проживали 231 человек, в 2002 году — 260 человек (русские — 86 %).
В 2007 году в деревне Аннолово Фёдоровского СП — 261 человек.

## География
Деревня расположена в северо-западной части района на автодороге 41К-176 (Павловск — Косые Мосты), к югу от административного центра поселения посёлка Фёдоровское.
Расстояние до административного центра поселения — 4 км.
Через деревню протекает река Ижора.

## Демография
| 1862 | 2007 | 2010 | 2017 |
| ---- | ---- | ---- | ---- |
| 207  | ↗261 | ↗357 | ↘226 |

## Улицы
1-й проезд, 1-й Вертикальный проезд, 1-й Индустриальный проезд, 1-й Кошелевский проезд, 2-й проезд, 2-й Вертикальный проезд, 2-й Кошелевский проезд, Алексеевская, Алтайская, Барбарисовая, Вишнёвая, Главная, Деревенская, Дружбы, Жасминовая, Зари, Земляничная, Ижорская, Каспийская, Каштановая, Кошелевская, Ладожская, Липовая аллея, Луговая, Молодёжная, Мусоргского , Новая, Ореховая, Павловский проезд, Павузи, Парниковая, Первоцветная, Прибрежная, Рассвета, Речная, Рябиновая, Садовая, Сиреневая, Татьянина, Тополиная, Центральная, Чайковского, Чернореченская, Школьная.